# 鄧守仁
鄧守仁少將，CB，CBE[?]（1943年3月1日—），英國陸軍將領，1994年至1997年任末任駐港英軍司令，1997年7月1日香港主權移交時卸任。
鄧守仁於1963年以陸軍軍官身分加入德文郡及多塞特，有多次派赴北愛爾蘭和海外的經驗，並先後在多所軍事院校任教官。接掌駐港英軍前，他歷任北愛事務部規劃參事、三軍訓練及人事司軍務助理、德文郡及多塞特團第1營營長和陸軍總部作戰參謀等職，接著還擔任第39步兵旅旅長（1987年－1989年）、陸軍公共關係總監（1990年－1992年）和步兵總監（1992年－1994年）。
在駐港英軍司令任內，鄧守仁負責分階段撤軍的工作，駐軍人數由1993年的8,700人銳減至1995年的3,000多人；隨著駐軍單位陸續解散或撤返英國，多個軍營先後關閉，而歷史悠久的皇家香港軍團（義勇軍）和香港軍事服務團也分別於1995年和1996年解散。他在任內也曾經數次接觸中國人民解放軍軍官，以便處理兩軍防務交接。同時間，駐港英軍仍舊參與一系列的社區慈善公益活動，並多次舉辦訓練營和開放日。為紀念香港重光50周年，駐軍在他主持下更於1995年籌辦了一連12日的大型紀念活動。
1997年7月1日凌晨時份，香港主權正式移交中國，鄧守仁登上漆咸號護衛艦離開香港，為150多年的英國殖民管治時期劃上句號。鄧守仁卸任司令後卸下軍裝，退役後尚加入慈氏助殘會等數家英國慈善團體，並於其中擔任主席、總裁等職位。

## 生平

### 早年生涯
鄧守仁1943年3月1日生於英國柴郡切斯特，父母分別是雷夫·達頓（Ralph Dutton）和歐娜·莫理斯（Honor Morris）。他的父母離異後，母親於1969年改嫁埃德加·查爾斯·巴高爾（Edgar Charles Badcoe）。鄧守仁早年受教於韋茅斯勛爵文法學校，後來升讀桑德赫斯特皇家軍事學院（陸軍軍官學校）接受軍事教育。

### 軍旅生涯

#### 本土及海外經歷
1963年8月，從桑德赫斯特畢業的鄧守仁以少尉身份加入德文郡及多塞特，當時他只有20歲。從軍初年，他在1963年至1973年間服役於北愛爾蘭、德國、利比亞、英屬圭亞那、貝里斯和英國本土其他地方，期間分別於1965年2月和1969年8月升任中尉和上尉，以及在1969年至1971年擔任步兵學校教官。1974年至1975年，他出任皇家軍事科學學院（Royal Military College of Science，國防管理及科技學院前身）和參謀學院（Staff College）教官。1975年12月升任少校後，他於1976年至1978年在東德擔任英軍總司令對駐德蘇軍代表團（BRIXMIS）團員，及後在1978年至1979年重返德文郡及多塞特團第1營擔任連長，期間曾派駐北愛和駐西德英軍的萊茵軍團（BAOR）。鄧守仁在軍中服役多年，憑藉傑出表現於1978年獲授MBE（軍事）勳銜；他在北愛的軍事工作也換來一面一般服務獎章，1979年再因為抗擊爱尔兰共和军有功而獲上級傳令嘉獎，得以在獎章上加上一枚橡葉勳扣。
1979年至1981年，鄧守仁被借調到英政府北愛爾蘭事務部出任規劃參事，返回軍部後於1981年至1982年第二度出任參謀學院教官，並且於1981年6月升任中校。他其後於1982年至1984年改任三軍訓練及人事司軍務助理，以及於1984年至1987年調任德文郡及多塞特第1營營長。在任德文郡及多塞特團第1營營長期間，他除了在1984年獲英廷頒授OBE（軍事）勳銜，還於1986年12月進一步升任上校（追溯至1986年6月起生效）。1987年，他短暫擔任陸軍總部作戰參謀，同年改任第39步兵旅旅長，任內他再次於北愛服役，並於1987年12月獲擢升為准將（追溯至1987年6月起生效），1989年卸任後於翌年獲頒授CBE（軍事）勳銜。1990年，鄧守仁晉升為陸軍公關總監，其後於1992年4月至1994年6月調任步兵總監。就任步兵總監的同時，他還開始署任少將，一個月後便獲得正式任命，任命追溯至1991年2月起生效。

#### 末任駐港英軍司令

##### 逐步撤軍
1994年8月，鄧守仁獲派往香港接替陸軍少將霍立言爵士出任最後一任駐港英軍司令，直到1997年香港主權移交中華人民共和國為止。鑑於當時主權交接臨近，霍立言任內已積極部署英軍逐步撤出香港，並於1993年7月公佈分階段撤軍計劃，目標到1995年把軍事人員和民事人員在內的駐軍人數由8,700人減至3,000多人:302。同時間，經過七年討論，中英聯合聯絡小組在1994年6月正式就駐港英軍用地的日後用途達成協議，為英軍撤出做好前期準備:302。在這個背景下，粉嶺新圍軍營和屯門掃管軍營相繼率先於1994年7月移交香港政府，而赤柱軍營也在同年8月鄧守仁上任後不久移交港府:302。

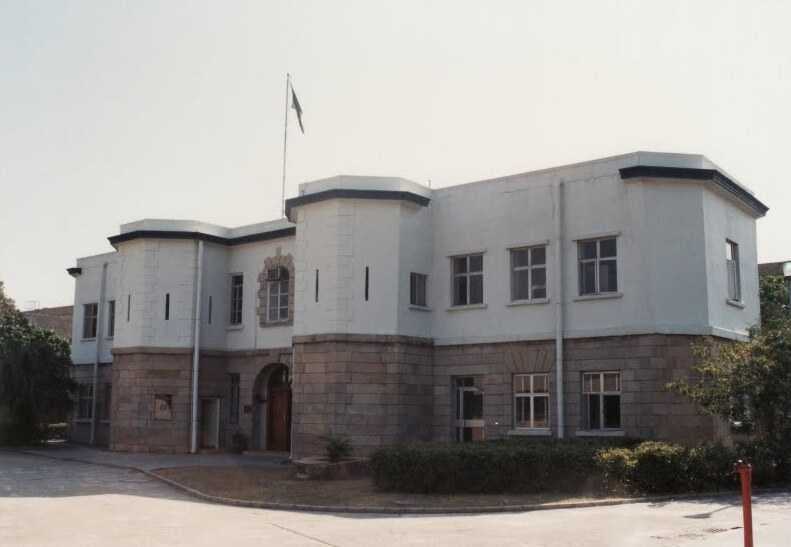
昂船洲是鄧守仁任內駐港英軍餘下的其中一個主要陣地，圖為營內的其中一座軍事建築

鄧守仁接任後繼續安排交出大批軍用土地，其中包括在1995年移交的元朗稼軒盧軍營、潭尾軍營啹喀家屬宿舍、新蒲崗英軍儲物倉和尖沙咀槍會山軍營等:255。到1995年底，駐港英軍只餘下中環威爾斯親王軍營、昂船洲、九龍塘奧士本軍營和八鄉石崗軍營四個主要營地，另外也有一些主要是已婚軍人宿舍的小型營地:255。此外，不少駐港英軍附屬設施也在他任內相繼停用，當中啟用於1967年的京士柏陸軍醫院於1995年6月正式關閉，用地於同年10月移交港府，標誌著英軍在香港提供逾百年的醫療服務告終:255；至於石崗小學、聖安德烈軍人子弟小學和聖佐治軍人子弟中學三家開辦超過40年的軍人學校於1996年7月停辦，餘下一家位於石崗軍營內的啹喀軍人子弟小學則於同年11月尼泊爾學年完結後停辦:248。
為配合軍事用地陸續移交港府，英國陸軍在1994年把麾下兩個步兵營調回英國，只餘下皇家啹喀來福槍團第1營留守香港:303；同年，輔助陸軍的陸軍航空兵團第660中隊和皇家物流兵團第415水運部先後宣告解散，而餘下駐港的女皇直屬啹喀運輸軍團、女皇啹喀電訊團和女皇啹喀工程團也分別縮減至只有一連:302 & 303。皇家海軍和皇家空軍方面，兩者的駐港兵力在鄧守仁任內沒有重大變動，皇家海軍維持以三艘分別名為孔雀號、蒲樂福號和薛達靈號的孔雀級護衛艦駐紮於昂船洲的添馬艦海軍基地:256；皇家空軍駐軍則包含第28（陸軍協調）中隊、一個工程中隊和一個行政中隊:256。
另一方面，自1955年起派駐香港的啹喀兵也在鄧守仁任內陸續撤出，當中1971年由馬來西亞遷至香港的啹喀旅總部，於1994年11月正式遷往英國，而啹喀旅訓練中心也於同年12月遷往英國:302。1996年9月，女皇啹喀工程團第67獨立野戰中隊宣告解散，而同年11月皇家啹喀來福槍團第1營撤返英國，更標誌著啹喀兵駐守香港40多年的歷史告終:247。雖然如此，駐港陸軍女皇直屬啹喀運輸軍團和女皇啹喀電訊團餘下的少量輔助部隊仍繼續留守至1997年為止。隨著駐港啹喀兵人數銳減，設於石崗軍營內的英國三軍廣播服務尼泊爾電台於1996年10月底停運，結束自1971年起前後25年在香港的服務。
鄧守仁任內還見證了皇家香港軍團（義勇軍）於1995年9月3日解散，具141年歷史的軍團最初成立於1854年，是一支主要由香港居民志願組成的後備軍隊:257。軍團解散後，駐港英軍原本仍設有一支主要由華籍英兵組成的香港軍事服務團，該軍團主要負責向駐港英軍提供訓練和行政服務，在餘下駐軍人數中佔上500人，但最終也在1996年12月因為撤軍計劃宣告解散，只留下極小部份人員留守至1997年6月底，為香港居民百多年來參與駐港英軍的歷史劃上句號:247。

##### 駐軍工作
儘管駐港英軍規模在鄧守仁任內大幅縮減，但駐軍一直到香港主權移交前仍舊負起海上搜救和協助打擊走私和堵截非法入境者等工作:248；其中在1995年4月，兩艘台灣貨輪在橫瀾島東南海域迎頭相撞，事後駐港皇家海軍派出蒲樂福號號前往救援，成功救起20名生還者:256。同時間，駐港英軍在他任內維持恆常的訓練和三軍聯合軍事演習，也曾分別參與澳洲、紐西蘭、美國夏威夷、馬來西亞、汶萊和斐濟的軍演:256:248。
除了日常的軍事工作，駐港英軍在鄧守仁任內也繼續參與一系列的社區慈善公益活動，並多次舉辦訓練營和開放日，吸引不少市民參加:304:248。為紀念1995年香港重光50周年，駐軍在他主持下更於當年籌辦了一連12日的活動，當中包括在中環愛丁堡廣場舉行的海軍退伍軍人會操，以及在和平紀念碑舉行的重光紀念日大會操，場面盛大而莊嚴:255。另一方面，駐港英軍自1995年起全面肩負每年一度香港七人欖球賽維持秩序的工作，首兩年的七人欖球賽均由皇家啹喀來福槍團第1營派出逾200多名啹喀兵維持秩序:257，但鑑於啹喀兵於1996年11月撤走，1997年主權移交前最後一屆的七人欖球賽要改由黑衛士兵團第1營負責有關工作。
隨著啹喀兵逐步撤出，女皇啹喀電訊團在1995年最後一次參與主辦毅行者活動:257。全長100公里的毅行者遠足賽事原本屬於軍人活動，1981年由女皇啹喀電訊團首辦，1985年起開放讓公眾參加，並於翌年起邀得樂施會合辦:257。由1996年開始，毅行者活動改由樂施會與香港警務處、醫療輔助隊和民眾安全服務隊合辦:257。歷年來，駐港啹喀兵曾多次在毅行者賽事中勝出:257；雖然啹喀兵自1995年起不再參與主辦活動，但餘下留守香港的啹喀兵仍在1996年最後一次參與當年的比賽，並再一次在賽事中奪冠。
為協調中英兩軍防務交接和處理其他細節，鄧守仁於1996年5月應邀前往中國深圳拜會首位中國人民解放軍駐香港部隊司令員劉鎮武少將，成為自1949年中華人民共和國成立以來唯一一位官式訪問中國的駐港英軍司令:247。同年7月，劉鎮武應邀回訪駐港英軍，並於同年8月再次訪港參加由中英聯合聯絡小組協辦的防務考察訪問，拉近了雙方之間的關係:247:258。1997年4月，中方派出以副司令員周伯榮少將為首的40名駐港解放軍部隊先遣人員抵達香港，並由駐港英軍提供協助，為兩軍交接做好準備:387。除此以外，鄧守仁任內還在1995年安排皇家海軍駐港護衛艦孔雀號和蒲樂福號前往澳門訪問，是自1950年代以來皇家海軍首次到訪澳門:256。

##### 最後撤出
1996年8月，鄧守仁公佈駐港英軍的最後撤出計劃，駐港英軍會分四階段撤出，而駐軍人數將由3,200多人降至1,500人，以確保逐步撤出香港的同時仍維持必要兵力至主權移交前的最後一刻，從而充分體現英國對香港行使的主權:302:255:322。在這個背景下，石崗軍營第50香港修理廠和石崗軍營（北營）分別於1996年8月和9月關閉，而皇家空軍第28（陸軍協調）中隊在同年11月遷出石崗皇家空軍基地後，石崗軍營遂告正式關閉:247。皇家空軍其後改以啟德機場的前線行動基地作為最後據點，直到1997年6月初為止:247 & 248。1996年11月，皇家啹喀來福槍團第1營因換防離港，由當年10月來港交接的施他佛郡軍團（威爾斯親王）第1營取代，到1997年2月再由黑衛士兵團第1營接替，並駐守到同年6月30日，黑衛士兵團第1營遂成為駐港英軍最後一支駐守香港的步兵營:256:247 & 248。另外，為數約500人的香港常規支援兵團在1997年5月宣告解散，該兵團成立於1994年4月，主要負責為駐軍提供統一的後勤補給和總務支援，由於該兵團是專門配合英軍撤出而臨時設立，因此有「千日兵團」之稱:248。

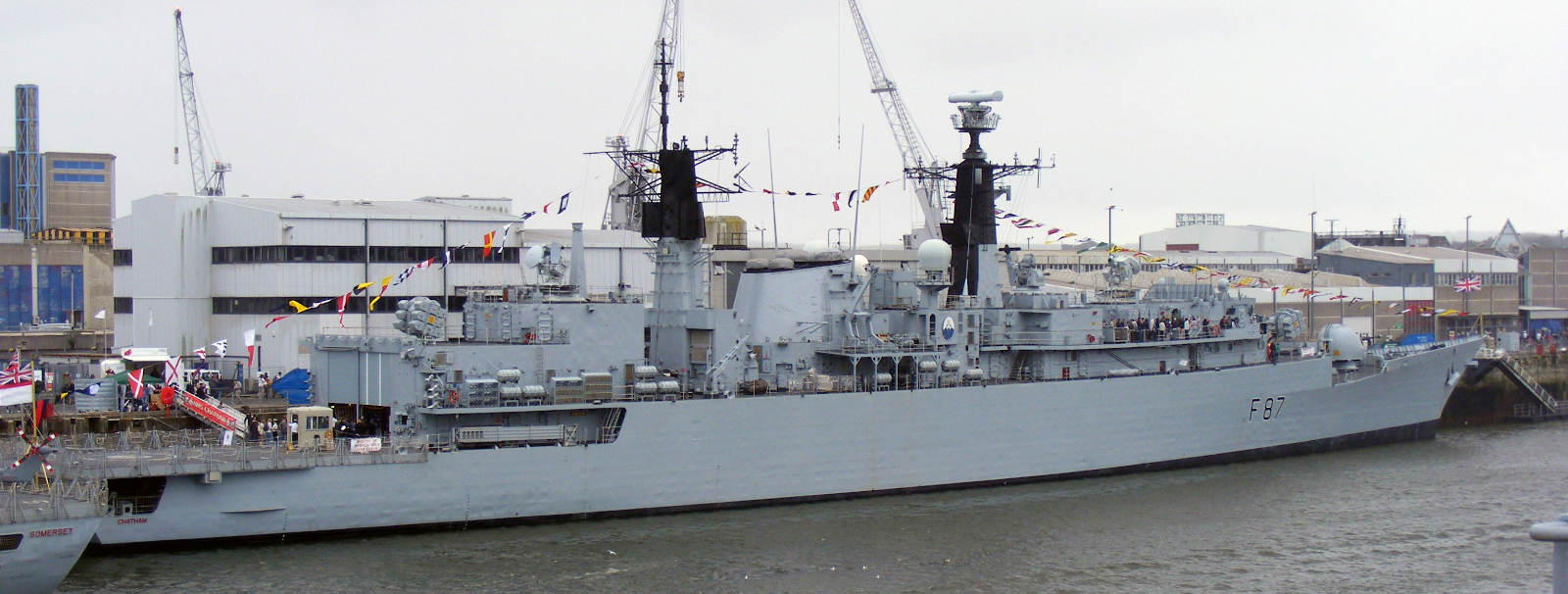
鄧守仁卸任駐港英軍司令時登上的漆咸號護衛艦

到1996年年底，駐港英軍在香港只餘下中環威爾斯親王軍營、昂船洲和九龍塘奧士本軍營三個主要營地，以及少量主要是已婚軍人宿舍的小型營地:248。1997年4月11日，昂船洲添馬艦海軍基地正式關閉，但皇家海軍孔雀號、蒲樂福號和薛達靈號三艘護衛艦則留守至6月30日:248。同年6月4日，奧士本軍營宣告關閉後，駐港英軍的僅餘設施就只有駐港英軍總部所在的威爾斯親王軍營和營內的威爾斯親王大廈。到主權移交前數星期，鄧守仁再將駐港英軍總部遷至伴隨皇家遊艇不列顛尼亞號駛來香港的漆咸號護衛艦上，作好隨時撤走的準備。
1997年6月30日晚，鄧守仁隨同首相貝理雅和末任香港總督彭定康等英方要員在威爾斯親王軍營出席由威爾斯親王查理斯主禮的英方告別儀式。同日深夜，中英雙方在附近的香港會議展覽中心舉行香港主權交接儀式，到子夜時份，英國國旗和香港旗徐徐降下、中華人民共和國國旗和香港特別行政區區旗徐徐升起，正式標誌著香港結束英國殖民管治時代，成為中國的一個特別行政區。交接儀式過後，查理斯和彭定康等人在7月1日凌晨登上停泊於金鐘海傍的不列顛尼亞號告別香港，而鄧守仁則登上漆咸號護衛艦，正式卸下末任駐港英軍司令一職，英軍在港150多年的歲月也自此宣告落幕。同在1997年6月內，英廷為了肯定鄧守仁在駐港任內的表現，而授予他CB（軍事）勳銜；此外，他在任駐港英軍司令期間也獲得一面累積軍事行動服務獎章。

### 退役以後
鄧守仁卸任駐港英軍司令後開展休假，到1998年3月正式以少將軍階退伍:142。雖然如此，他仍於1996年6月至1999年1月榮任威爾斯親王師上校指揮官，以及在1998年至2003年任德文郡及多塞特團的名譽團長。退伍後的鄧守仁在2003年分別當選皇家文藝學會院士（F.R.S.A.）和獲得註冊商業投資師（C.C.I.M.）資格，並在多家英國慈善機構任職，當中包括在1998年至2008年間出任慈氏基金會（Leonard Cheshire Foundation）總裁，該會於其任內的2007年時改組、易名為慈氏助殘會，他在卸任總裁後仍留任該會副會長一職。
此外，鄧守仁亦於2004年至2008年出任殘疾團體志願組織（VODG）主席，並由1999年起和2009年起分別出任海耶斯·達什伍德基金會（Hayes Dashwood Foundation）信託人兼理事和口吃兒童行動組（Action for Stammering Children，前稱兒童口吃研究協會）主席。他擔任過的其他民間組織職務還有1999年至2003年的假日照顧組織（Holidaycare）理事、1994年至2010年的香港華籍英兵信託（Hong Kong Locally Enlisted Personnel Trust）信託人、以及從2008年起出任的德文及多塞特軍事博物館（Military Museum of Devon and Dorset）主席。

## 個人生活
鄧守仁在1972年與安潔拉·瑪嘉烈·威爾森（Angela Margaret Wilson）結婚，兩人育有一子一女。他的興趣廣泛，包括離岸帆船航行、釣魚、野外探索、觀看欖球賽事、歷史和古典音樂等。他還是倫敦紳士會所陸海軍會會員。

## 榮譽
- 以下列出榮譽全稱及縮寫：^ 
  - 英帝國員佐（軍事）勳章（M.B.E. (Mil.)，1978年英女皇壽辰授勳名單[9]）
  - 一般服務獎章（英语：General Service Medal (1962)）（附有一枚橡葉勳扣）[10]
  - 英帝國官佐（軍事）勳章（O.B.E. (Mil.)，1984年英女皇壽辰授勳名單[13]）
  - 英帝國司令（軍事）勳章（C.B.E. (Mil.)，1990年5月15日北愛服務授勳名單[16]）
  - 累積軍事行動服務獎章（英语：Accumulated Campaign Service Medal）[10]
  - 巴斯同袍（軍事）勳章（C.B. (Mil.)，1997年英女皇壽辰授勳名單[35]）
  - 皇家文藝學會院士（F.R.S.A.，2003年[5]）

## 外部連結
- 隔牆有耳：老鄧來港敘舊 （页面存档备份，存于），蘋果日報（2007年4月3日）
- 慈氏助殘會 （页面存档备份，存于）

| 军职                   | 军职                                                | 军职                         |
| ---------------------- | --------------------------------------------------- | ---------------------------- |
| 前任： R·J·霍奇斯少將  | 步兵總監 1992年4月10日－1994年6月30日               | 繼任： 雷·佩特少將           |
| 前任： 霍立言爵士      | 駐港英軍司令 1994年8月11日－1997年6月30日           | 繼任： （末任）              |
| 前任： 伊恩·費里爾少將 | 威爾斯親王師上校指揮官 1996年6月17日－1999年1月31日 | 繼任： C·H·埃利奧特少將      |
| 前任： 約翰·威爾西爵士 | 德文郡及多塞特團名譽團長 1998年－2003年               | 繼任： 錫德里克·德爾夫斯中將 |